# Geronci (comes)
Geronci (Gerontius) fou un oficial romà esmentat amb el títol de comes per Ammià. Va abraçar el partit de Magenci i fou fet presoner a Arle per l'emperador Flavi Claudi Constantí (353) i condemnat a ser torturat i després desterrat.